# Wielki Meczet w Bobo-Dioulasso
Wielki Meczet (fr. Grande Mosquée de Bobo-Dioulasso) – meczet wybudowany w XIX wieku w stylu sudańsko-sahelskim, znajdujący się w Bobo-Dioulasso, drugim pod względem liczby ludności mieście Burkina Faso.

## Historia

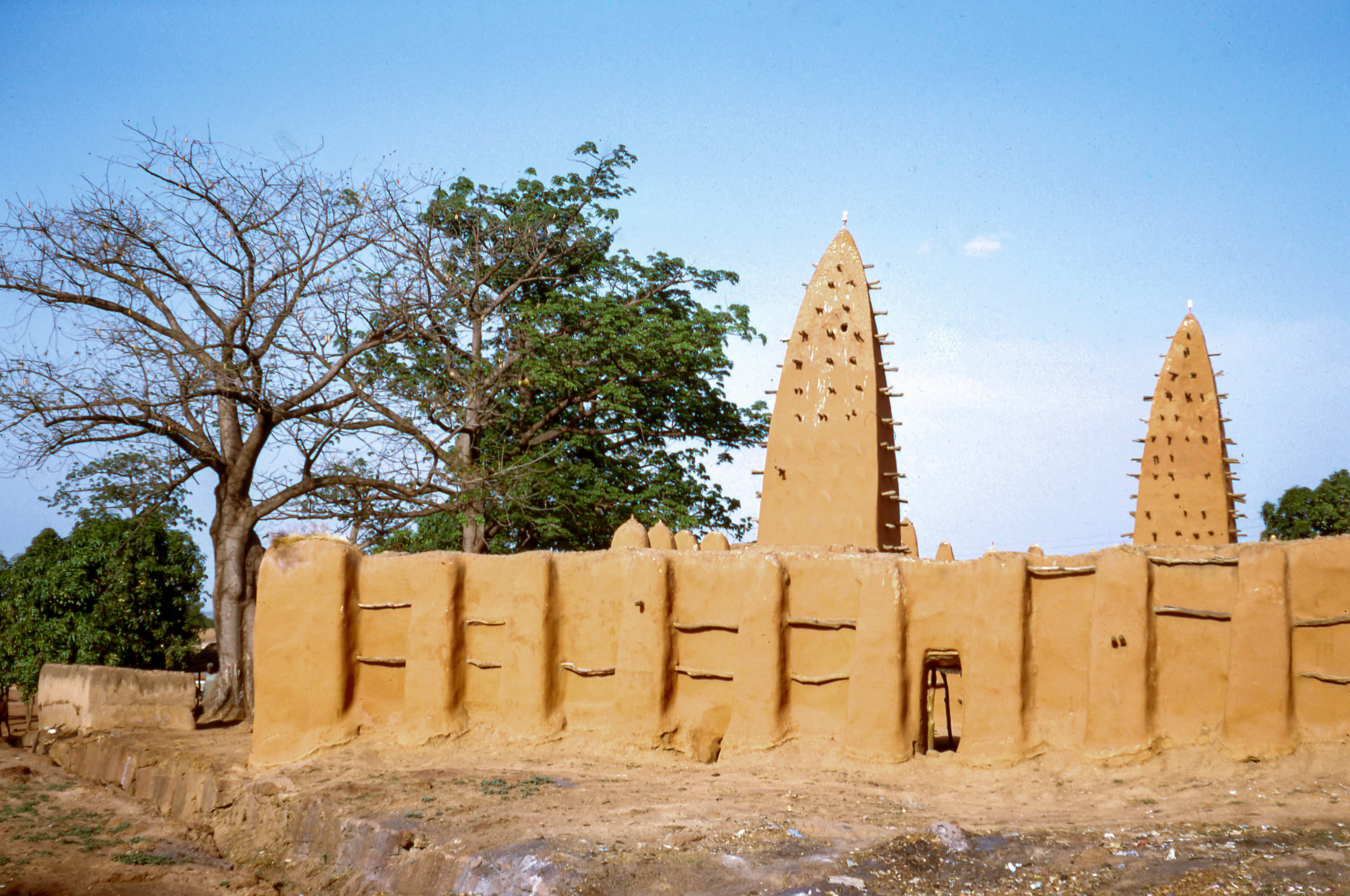
Widok na meczet od zachodu (1968)

Dokładna data wzniesienia Wielkiego Meczetu w Bobo-Dioulasso nie jest znana; według miejscowych przekazów jego budowa trwała w latach 1812–1832, część badaczy natomiast datuje go na lata 50. XIX wieku. Jako rok ukończenia budowli podawane są również lata 1880, 1882, 1883, 1892 i 1893.
Według teorii mającej przemawiać za wzniesieniem meczetu pod koniec XIX wieku, w okresie tym miasto, znane wówczas jako Sya, miało być zagrożone atakiem sił króla Tieby Traoré, władcy sąsiedniego państwa Kenedugu. Lokalny przywódca religijny Almamy Sidiki Sanou zgłosił swoją gotowość do pomocy, jednak pod warunkiem zbudowania w Sya islamskiej świątyni. Króla Tiebę udało się pokonać ok. 30 km od miasta. Niedługo później, zgodnie z zawartą umową, w Sya wzniesiono meczet, a jednym z jego budowniczych miał być pokonany władca Kenedugu.
Budynek od czasu swojego powstania był wielokrotnie rozbudowywany, a ze względu na zastosowany budulec oraz wilgotny klimat panujący na tym obszarze jest on także regularnie naprawiany. W 1983 roku nad częścią dziedzińca świątyni dobudowano blaszany dach.
Od 2012 roku Wielki Meczet, wraz z innymi zabytkami historycznego centrum Bobo-Dioulasso, figuruje na burkińskiej liście informacyjnej – liście obiektów, które władze tego kraju zamierzają rozpatrzyć do zgłoszenia na listę światowego dziedzictwa UNESCO na podstawie zaproponowanych kryteriów kulturowych III i IV.
W 2018 roku podczas intensywnej pory deszczowej dach meczetu zawalił się. W kolejnych miesiącach odbudowano go, a pozostała część budynku również przeszła renowację.

## Architektura

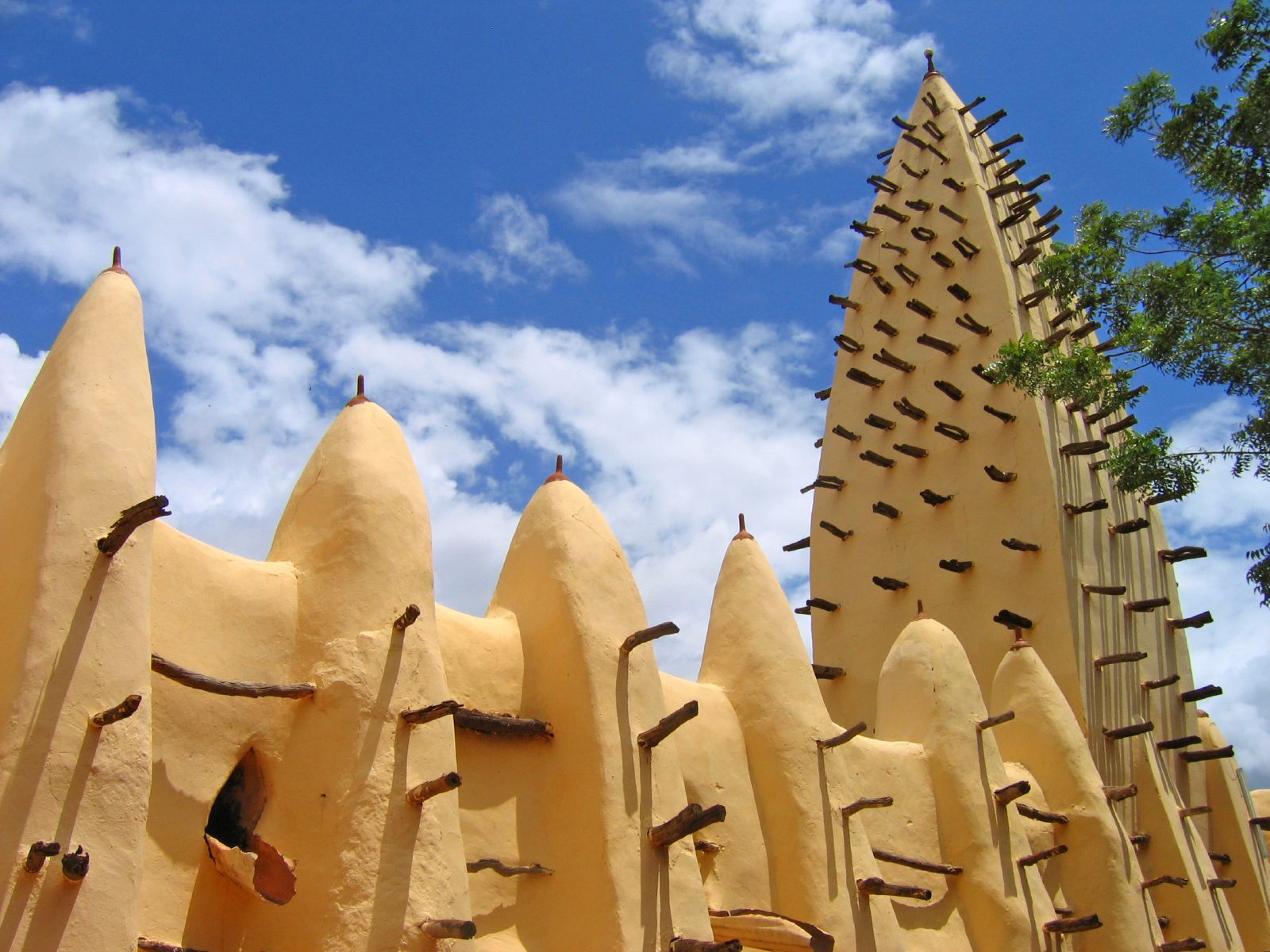
Elewacja oraz jeden z minaretów (2006)

Wielki Meczet w Bobo-Dioulasso jest budowlą wykonaną z pobielonej cegły suszonej, wzniesioną na rzucie prostokąta, którego dłuższe boki zwrócone są w stronę północną i południową. Nad północną i wschodnią fasadą budynku górują dwa masywne minarety, z których wschodni dodatkowo wyznacza kiblę. Wzdłuż elewacji budynku ciągną się równomiernie rozmieszczone masywne przypory (mniejsze od strony zachodniej).
Zarówno minarety, jak i zewnętrzne przypory są szerokie u podstawy i zwężają się ku górze. Ma to na celu wzmocnienie glinianej konstrukcji meczetu przed niekorzystnym wpływem wilgotnego klimatu tej części kraju, z drugiej jednak strony powoduje, że sylwetka budynku jest mniej wertykalna niż np. Wielkiego Meczetu w Dżenne. Konstrukcję świątyni dodatkowo wzmacniają regularnie rozmieszczone i licznie wystające ze ścian zewnętrznych drewniane belki (toron), a także znajdujące się pomiędzy przyporami belki poprzeczne (yiri). Służą one również jako rusztowania podczas remontów budowli.

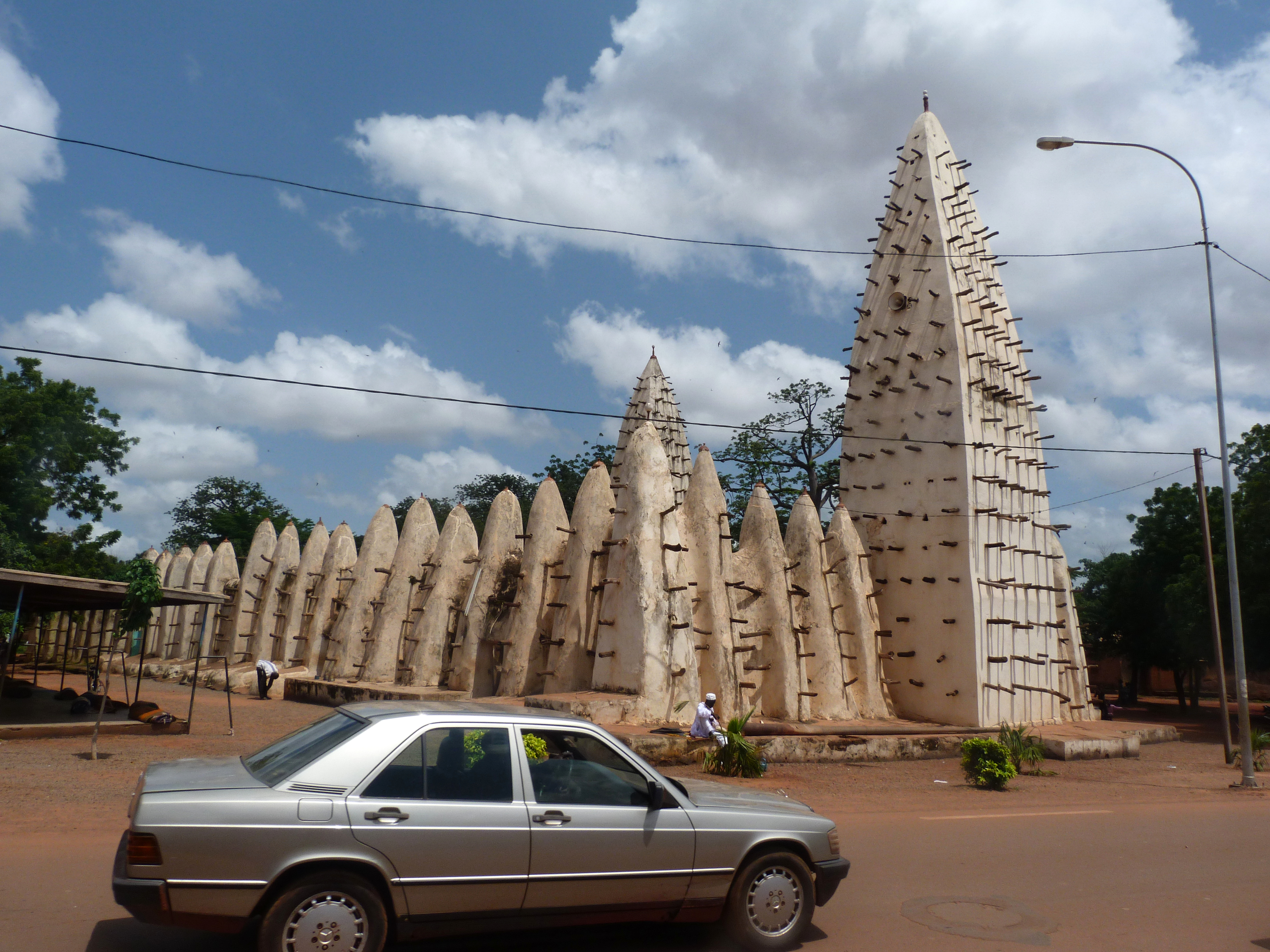
Widok na meczet od południowego wschodu (2012)

Wnętrze świątyni obejmuje otwarty, częściowo kryty blaszanym dachem dziedziniec wewnętrzny po stronie zachodniej oraz salę modlitewną po stronie wschodniej. Sala modlitewna obejmuje dwie, zbudowane w różnych okresach części. Starsza z nich znajduje się na krańcu wschodnim i składa się z siedmiu poprzecznych naw, które od zachodu ogranicza wąska klatka schodowa minaretu oraz długi korytarz. Jej sklepienie, częściowo wykonane z mahoniu, wsparte jest na grubych, prostokątnych filarach (pięć rzędów po sześć filarów). Znajduje się tam mihrab. Nowsza, zachodnia część sali modlitewnej obejmuje natomiast dwie nawy poprzeczne otwierające się na dziedziniec.
Wielki Meczet w Bobo-Dioulasso reprezentuje styl architektury sudańsko-sahelskiej, szeroko rozpowszechnionej na rozległych i porośniętych przez sawannę obszarach regionów Sahelu i Sudanu w Afryce Zachodniej. Meczet w Bobo-Dioulasso stanowi odmianę tego stylu, która powstała w wyniku połączenia cech reprezentowanych przez monumentalne budowle będące symbolami siły dawnych imperiów, znajdujące się w Timbuktu i Dżenne (np. Wielki Meczet) we współczesnym Mali. W przeciwieństwie do nich obiekt w Bobo-Dioulasso jest jednak znacznie mniejszy, gdyż stanowi wyraz struktury społecznej skupionej wokół wsi. Obok tzw. typu Bobo-Dioulasso wykształcił się również tzw. typ Kong, którego sztandarowym przykładem jest wielki meczet w mieście Kong, w północnym Wybrzeżu Kości Słoniowej – jeden z ośmiu meczetów w stylu sudańskim wpisanych w 2021 roku na listę światowego dziedzictwa UNESCO. 